# Hypocrita diana
Hypocrita diana är en fjärilsart som beskrevs av Butler 1876. Hypocrita diana ingår i släktet Hypocrita och familjen björnspinnare. Inga underarter finns listade i Catalogue of Life.